# 12 cm Luftminenwerfer M. 16
Il 12 cm Luftminenwerfer M. 16 fu un mortaio medio da trincea austro-ungarico utilizzato dall'Imperiale e regio esercito durante la prima guerra mondiale.

## Storia
La società austro-ungarica 'Austria Metal Works', a Brno, aveva proposto nel settembre 1915 un prototipo di mortaio pneumatico da 8 cm che era stato rifiutato dalla Commissione tecnica militare. Nell'ottobre dello stesso anno, la stessa società propose di nuovo un nuovo modello con prestazioni di gran lunga migliori, che impressionò per la gittata di quasi 1 km ottenuta durante i test svolti a novembre. L'Austria ricevette un primo ordine per 100 di questi 12 cm Luftminenwerfer M. 16 nel gennaio 1916. La produzione di questo geniale mortaio, talvolta denominato " 12 cm M16 Spitz luft Minenwerfer " dal nome di uno dei suoi progettisti, Gustav Spitz, continuò per tutta la durata della guerra negli stabilimenti austriaci ma anche nella fabbrica Brand et L'Huillier a Brno, cosicché alla fine del 1917 nell'esercito erano in servizio circa 930 di queste armi.

## Tecnica
Questo mortaio a canna liscia lungo 1,5 m veniva caricato dalla culatta, alla quale era fissata una grande camera d'aria cilindrica alimentata da un cilindro ad aria compressa (una bombola durava 11 colpi). Un'estensione del tubo da 50 cm poteva essere avvitata sulla sommità della canna per aumentare ulteriormente la gittata. Il proiettile era un robusto proiettile cilindro-ogivale dotato di una spoletta a percussione.